# Templet i Kom Ombo
Templet i Kom Ombo är ett ovanligt dubbeltempel som byggdes under den ptolemeiska tiden i Egypten. Templet ligger i staden Kom Ombo. Ena sidan av templet är tillägnad guden Sobek. Den andra sidan är tillägnad guden Horus.
Templet började byggas av Ptolemaios VI (180-145 f.Kr.) i början av hans regeringstid; andra, däribland Ptolemaios XIII (47-44 f.Kr.), byggde sedermera till. 
Mycket av templet har blivit förstört av Nilen, jordbävningar och byggare som velat ha stenarna till sina projekt. Delar av templet har blivit förstört av kopter som använt templet som kyrka.
Några av de trehundra krokodilmumierna man hittat i templets närhet finns att se i templet.
Templet är tillsammans med tre andra tempel uppsatt på Egyptens tentativa världsarvslista under den gemensamma beteckningen Faraoniska tempel i Övre Egypten från ptolemeiska och romerska perioderna.